# Arthur Mariano
 (octobre 2015).
Si vous disposez d'ouvrages ou d'articles de référence ou si vous connaissez des sites web de qualité traitant du thème abordé ici, merci de compléter l'article en donnant les références utiles à sa vérifiabilité et en les liant à la section « Notes et références ».
 Arthur Nory Oyakawa Mariano (né le 18 septembre 1993 à Campinas) est un gymnaste brésilien, qui concourt pour le club Pinheiros.

## Carrière
Il remporte la médaille d'argent aux Jeux panaméricains de 2015 à Toronto.
Lors des Jeux olympiques d'été de 2016, il remporte la médaille de bronze dans l'épreuve du sol derrière le britannique Max Whitlock et son compatriote Diego Hypolito.
Il est médaillé d'or à la barre fixe aux Championnats du monde de gymnastique artistique 2019.

## Vie privée
Arthur Mariano est ouvertement homosexuel.